# Estados Unidos en los Juegos Olímpicos de Helsinki 1952
Estados Unidos estuvo representado en los Juegos Olímpicos de Helsinki 1952 por un total de 286 deportistas, 245 hombres y 41 mujeres, que compitieron en 18 deportes.
El portador de la bandera en la ceremonia de apertura fue el esgrimidor Norman Armitage.

## Medallistas
El equipo olímpico estadounidense obtuvo las siguientes medallas:
| Nombre | Deporte      | Competición                      |
| --- | ------------ | -------------------------------- |
| Oro |              |                                  |
| Mae Faggs Barbara Jones Janet Moreau Catherine Hardy                                                                                     | Atletismo    | 4 × 100 m F                      |
| Jerome Biffle | Atletismo    | Salto de longitud M              |
| Walt Davis | Atletismo    | Salto de altura M                |
| Bob Richards | Atletismo    | Salto con pértiga M              |
| Parry O'Brien | Atletismo    | Peso M                           |
| Sim Iness | Atletismo    | Disco M                          |
| Cy Young | Atletismo    | Jabalina M                       |
| Bob Mathias | Atletismo    | Decatlón M                       |
| Lindy Remigino | Atletismo    | 100 m M                          |
| Andy Stanfield | Atletismo    | 200 m M                          |
| Mal Whitfield | Atletismo    | 800 m M                          |
| Harrison Dillard | Atletismo    | 110 m vallas M                   |
| Charles Moore | Atletismo    | 400 m vallas M                   |
| Horace Ashenfelter | Atletismo    | 3000 m obstáculos M              |
| Dean Smith Harrison Dillard Lindy Remigino Andy Stanfield                                                                                | Atletismo    | 4 × 100 m M                      |
| Equipo | Baloncesto   | Torneo M                         |
| Nate Brooks | Boxeo        | 51 kg M                          |
| Charles Adkins | Boxeo        | 63,5 kg M                        |
| Floyd Patterson | Boxeo        | 75 kg M                          |
| Norvel Lee | Boxeo        | 81 kg M                          |
| Ed Sanders | Boxeo        | +81 kg M                         |
| Tommy Kono | Halterofilia | 67,5 kg M                        |
| Pete George | Halterofilia | 75 kg M                          |
| Norbert Schemansky | Halterofilia | 90 kg M                          |
| John Davis | Halterofilia | +90 kg M                         |
| William Smith | Lucha libre  | 73 kg M                          |
| Clarke Scholes | Natación     | 100 m libre M                    |
| Ford Konno | Natación     | 1500 m libre M                   |
| Yoshi Oyakawa | Natación     | 100 m espalda M                  |
| Wayne Moore Bill Woolsey Ford Konno Jimmy McLane                                                                                         | Natación     | 4 × 200 m libre M                |
| Frank Havens | Piragüismo   | C1 10000 m M                     |
| Charles Logg Thomas Price | Remo         | Dos sin timonel (M2-) M          |
| Franklin Shakespeare William Fields James Dunbar Richard Murphy Robert Detweiler Henry Proctor Wayne Frye Edward Stevens Charles Manring | Remo         | Ocho con timonel (M8+) M         |
| Pat McCormick | Saltos       | Trampolín 3 m F                  |
| Pat McCormick | Saltos       | Plataforma 10 m F                |
| David Browning | Saltos       | Trampolín 3 m M                  |
| Sammy Lee | Saltos       | Plataforma 10 m M                |
| Huelet Benner | Tiro         | Pistola 50 m M                   |
| Britton Chance Michael Schoettle Edgar White Sumner White                                                                                | Vela         | 5.5 Metre M                      |
| Herman Whiton Everard Endt John Morgan Eric Ridder Julian Roosevelt Emelyn Whiton                                                        | Vela         | 6 Metre M                        |
| Plata |              |                                  |
| Thane Baker | Atletismo    | 200 m M                          |
| Bob McMillen | Atletismo    | 1500 m M                         |
| Jack Davis | Atletismo    | 110 m vallas M                   |
| Ollie Matson Gerrard Cole Charles Moore Mal Whitfield                                                                                    | Atletismo    | 4 × 400 m M                      |
| Meredith Gourdine | Atletismo    | Salto de longitud M              |
| Ken Wiesner | Atletismo    | Salto de altura M                |
| Don Laz | Atletismo    | Salto con pértiga M              |
| Darrow Hooper | Atletismo    | Peso M                           |
| Bill Miller | Atletismo    | Jabalina M                       |
| Milt Campbell | Atletismo    | Decatlón M                       |
| Stanley Stanczyk | Halterofilia | 82,5 kg M                        |
| James Bradford | Halterofilia | +90 kg M                         |
| Jay Thomas Evans | Lucha libre  | 67 kg M                          |
| Henry Wittenberg | Lucha libre  | 87 kg M                          |
| Ford Konno | Natación     | 400 m libre M                    |
| Bowen Stassforth | Natación     | 100 m espalda M                  |
| Paula Jean Myers | Saltos       | Plataforma 10 m F                |
| Miller Anderson | Saltos       | Trampolín 3 m M                  |
| John Price John Reid | Vela         | Star M                           |
| Bronce |              |                                  |
| James Gathers | Atletismo    | 200 m M                          |
| Ollie Matson | Atletismo    | 400 m M                          |
| Arthur Barnard | Atletismo    | 110 m vallas M                   |
| Jim Fuchs | Atletismo    | Peso M                           |
| James Dillion | Atletismo    | Disco M                          |
| Floyd Simmons | Atletismo    | Decatlón M                       |
| Charles Hough (Cassivellannus) Walter Staley (Craigwood Park) John Wofford (Benny Grimes)                                                | Hípica       | Concurso completo por eqs.       |
| William Steinkraus (Hollandia) Arthur McCashin (Miss Budweiser) John Russell (Democrat)                                                  | Hípica       | Saltos por eqs.                  |
| Josiah Henson | Lucha libre  | 62 kg M                          |
| Evelyn Kawamoto | Natación     | 400 m libre F                    |
| Jackie LaVine Marilee Stepan Jody Alderson Evelyn Kawamoto                                                                               | Natación     | 4 × 100 m libre F                |
| Jack Taylor | Natación     | 100 m espalda M                  |
| Carl Lovsted Alvin Ulbrickson Richard Wahlstrom Matt Leanderson Albert Rossi                                                             | Remo         | Cuatro con timonel (M4+) M       |
| Zoe Ann Olsen | Saltos       | Trampolín 3 m F                  |
| Juno Stover-Irwin | Saltos       | Trampolín 3 m F                  |
| Bob Clotworthy | Saltos       | Plataforma 10 m M                |
| Arthur Jackson | Tiro         | Rifle en posición tendida 50 m M |